# Glacier Exit
Pour les articles homonymes, voir Exit.
Le glacier Exit, en anglais Exit Glacier, est un glacier d'Alaska aux États-Unis situé dans les montagnes Kenai. Son nom lui a été donné à la suite d'une traversée organisée des champs de glace Harding, en 1968 dont il était la dernière étape.
En effet, au printemps 1968, un groupe d'alpinistes traversèrent les champs de glace Harding, depuis le glacier Chernof à l'est jusqu'au glacier Ressurection (l'actuel glacier Exit). Cette expédition est partie d'Homer le 17 avril et arriva à Seward après avoir descendu le glacier Exit. Durant le périple, ils gravirent le pic Truuli, à 2 000 mètres d'altitude.

## Accès

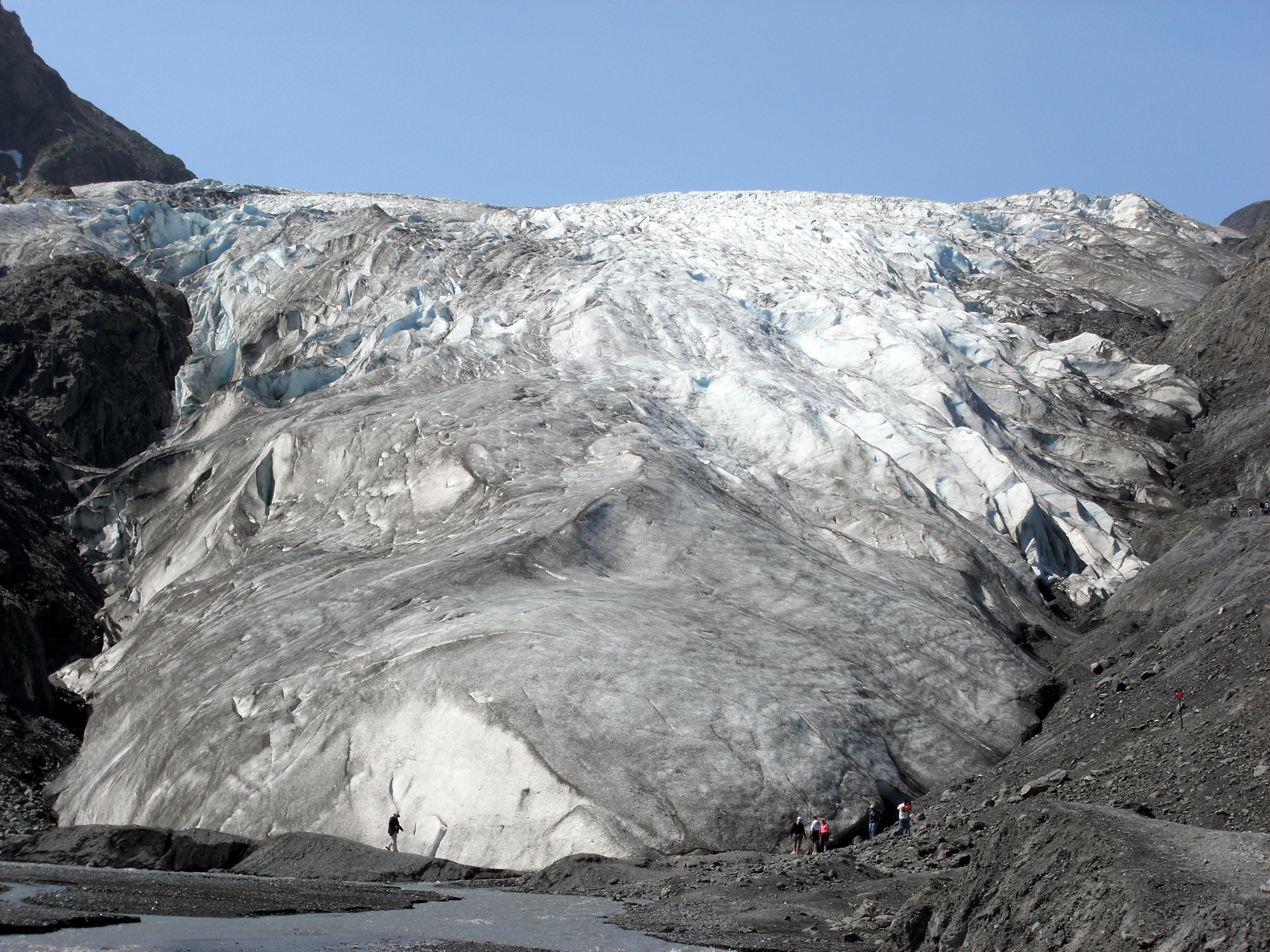
Vue du front glaciaire du glacier Exit en juillet 2009.

C'est le seul glacier du parc national des Kenai Fjords à être accessible par la route. Une piste quitte la Seward Highway à 6 kilomètres de Seward et rejoint 14,5 kilomètres plus loin, en longeant la rivière Resurrection, la station de rangers qui est au pied du glacier. De là partent plusieurs sentiers qui permettent de s'en approcher davantage, le lower trail, sur 1,3 kilomètre, le upper loop trail, sur 1,6 kilomètre, et enfin un sentier abrupt permet, au bout de 5,6 kilomètres, d'arriver directement sur le champ de glace Harding.
L'accès au glacier Exit est possible toute l'année, même si la route qui y mène est fermée à partir de la mi-novembre à la circulation automobile, elle reste utilisable par les attelages de chiens, les motoneiges et les skieurs.